# Благонадеждин, Олег
Оле́г Благонаде́ждин (латыш. Oļegs Blagonadeždins; род. 16 мая 1973, Рига) — советский и латвийский футболист, играл на позиции крайнего защитника. В 1992—2004 годах выступал в составе сборной Латвии. Участник Чемпионата Европы 2004 года.

## Карьера игрока
Большую часть карьеры провёл в рижском клубе «Сконто», с которым 13 раз становился чемпионом Латвии, а также 7 раз выигрывал Кубок Латвии. В 2006 году перешёл в клуб «Юрмала», где через год завершил игровую карьеру. В конце 2007 года стал главным тренером юношеской команды «Сконто» (1994 г.р.).
В сборной Латвии дебютировал в возрасте 19 лет в июле 1992 года в матче против сборной Эстонии. В национальной команде он выступал с несколькими перерывами до 2004 года, провёл 70 матчей и забил 2 гола. Вместе со сборной участвовал в финальной части чемпионата Европы 2004 года в Португалии, а в декабре 2004 года провёл свою последнюю игру в её составе — в товарищеском матче со сборной Омана.

## Достижения
- Чемпион Латвии (13): 1992, 1993, 1994, 1995, 1996, 1997, 1998, 1999, 2000, 2001, 2002, 2004
- Обладатель Кубка Латвии (7): 1992, 1995, 1997, 1998, 2000, 2001, 2002